# Lalage minor
Lalage minor, "sydlig filippindrillfågel", är en fågelart i familjen gråfåglar inom ordningen tättingar. Den betraktas oftast som en underart av filippindrillfågel (Lalage melanoleuca), men urskiljs sedan 2016 som egen art av Birdlife International och IUCN.
Fågeln förekommer i södra Filippinerna på öarna Samar, Leyte och Mindanao. Den kategoriseras av IUCN som livskraftig.